# Светозар Андрић
Светозар Андрић (Зелина, код Калесије, 11. септембар 1954) је пензионисани генерал Војске Републике Српске и политичар. Посланик у Народној скупштини Србије од 21. јуна 2020. године.

## Биографија
Рођен 11. септембра 1954. године у селу Зелина, општина Калесија. Потиче из сиромашне сеоске породице, отац му је био радник а мајка домаћица. Након завршене средње школе уписао је Војну академију Копнене војске, смјер пјешадија, коју је завршио 1979. године добрим успјехом. Завршио је Командно-штабну школу тактике Копнене војске 1996. године одличним успјехом и Командно штабну школу оператике и врло добрим успјехом 1997. године. У чин генерал-мајора унапријеђен је 12. маја 1998. године, а у чин генерал потпуковника 12. маја 2001. године. Пензионисан је 7. марта 2002. године. Ожењен је и има два сина.

## Служба у ЈНА
У ЈНА је службовао у гарнизонима Београд и Ваљево. Почетак оружаних сукоба у СФРЈ затекао га је гарнизону Београд. На посљедњој дужности у ЈНА био је командант батаљона војне полиције, у чину мајора.

## Служба у ВРС
У војсци Републике Српске је од 15. маја 1992. године. За вријеме грађанског рата био је командант бирчанске лаке бригаде и начелник штаба команде, а уједно и замјеник команданта корпуса. Послије грађанског рата у БиХ био је начелник штаба команде, а уједно замјеник команданта корпуса и командант корпуса.

## Одликовања
У ЈНА је одликован Медаљом за војне заслуге и Орден за војне заслуге са сребреним мачевима, а у Војсци Републике Српске Орденом Милоша Обилића и Карађорђевом звијездом другог реда. Службено је оцјењиван седам пута, једном оцјеном истиче се а шест пута оцјеном нарочито се истиче.

## Политика
Генерал Андрић је био члан Српског патриотског савеза.